# کاسترپنس
کاسترپنس (به اسپانیایی: Castroponce) یک شهرستان در اسپانیا است که در استان وایادولید واقع شده‌است.